# Албано Лациале
Албано Лациале (на италиански: Albano Laziale) е град и община с 40 856 жители (към 31 декември 2011) в провинция Рим в регион Лацио, Централна Италия. Седалище е на епископия.
Градът е на 25 км югоизточно от град Рим, на 12 км южно от Фраскати и на 23 км от Тиренско море. Наблизо се намира Кастел Гандолфо. Намира се в Албанските планини над езерото Албани, на височина от 110 до 565 м н.м.р., на Виа Апия (SS 7), която свързва мястото с Рим.
През древността се казва Агер Албанус (Ager Albanus). След разрушаването на Алба Лонга през 665 пр.н.е. Агер Албанус става предпочитано място за вили на римските патриции.
През 197 г. император Септимий Север построява Кастра Албана (Castra Albana), легионерски лагер за Legio II Parthica. Най-късно от 464 г. Албано е седалище на епископи.
По времето на Втората световна война градът е разрушен през 1944 г. при бомбени нападения от американските въздушни сили.

## Личности
- Тит Цезерний Квинкциан (суфектконсул 138 г.) има тук чифлик.
- Папа Инокентий I (401-417) е роден в Албано Лациале пр. 401 г.
- Франц Лист (1811–1886), унгарски композитор, работи в катедралата-базилика Св. Панкрас.
- Пиеро Таруфи (1906 – 1988), автомобилен състезател е роден тук.
- Симоне Пепе (* 1983), футболист е роден тук.